# RC44
Le RC44 est une classe voilier monotype de type quillard de régate d'un peu moins de 44 pieds conçue en 2007 par Russell Coutts et Andrej Justin. Reconnue série internationale (recognized) par l'ISAF en 2009, le RC 44 est construit principalement en carbone et destiné à des régates en flotte et au match racing. Le circuit mondial de compétition de la classe est facilité par sa transportabilité dans une plateforme conteneur de 40 pieds.   

## Équipes en compétition
- Aegir (GBR 14)
- AFX Capital Racing Team (ITA 7)
- Aleph Sailing Team (FRA 17) (voir Aleph-Équipe de France)
- Team Nika (RUS 10)
- RC44 Team CEEREF (SLO 11)
- AEZ RC44 Sailing Team (AUT 44)
- Katusha (RUS 007)
- No Way Back (NED 18)
- Puerto Calero (ESP 1)
- Peninsula Petroleum Sailing Team (GBR 1)
- Artemis Racing (SWE 44)
- Ironbound (USA 1)
- RUS-7 Sail Racing Team (RUS 7)
- Team Aqua (GBR 2041)
- Synergy Russian Sailing Team (RUS 13)